# Nytjärnen (Burträsks socken, Västerbotten)
Nytjärnen är en sjö i Skellefteå kommun i Västerbotten och ingår i Rickleåns huvudavrinningsområde.